# Villiersana lonakoensis
Villiersana lonakoensis är en insektsart som beskrevs av Victor Lallemand 1942. Villiersana lonakoensis ingår i släktet Villiersana och familjen spottstritar. Inga underarter finns listade i Catalogue of Life.